# Paspalum erianthoides
Paspalum erianthoides är en gräsart som beskrevs av Carl Lindman. Paspalum erianthoides ingår i släktet tvillinghirser, och familjen gräs. Inga underarter finns listade i Catalogue of Life.